# Приисковый сельсовет
Приисковый сельсовет — сельское поселение в Орджоникидзевском районе Хакасии Российской Федерации.
Административный центр — село Приисковое.

## История
Статус и границы сельского поселения установлены Законом Республики Хакасия от 7 октября 2004 года № 61 «Об утверждении границ муниципальных образований Орджоникидзевского района и наделении их соответственно статусом муниципального района, городского, сельского поселения».

## Население
| 2002 | 2010 | 2012 | 2013 | 2014 | 2015 | 2016 |
| ---- | ---- | ---- | ---- | ---- | ---- | ---- |
| 690  | ↘470 | ↗473 | ↘452 | ↘428 | ↘421 | ↘410 |
| 2017 | 2018 | 2019 | 2020 | 2021 |      |      |
| ↘395 | ↘386 | ↘356 | ↘347 | ↗375 |      |      |

## Состав сельского поселения
| № | Населённый пункт | Тип населённого пункта       | Население |
| - | ---------------- | ---------------------------- | --------- |
| 1 | Главстан         | посёлок                      | 11        |
| 2 | Приисковое       | село, административный центр | ↘421      |

## Местное самоуправление
Администрация
с. Приисковое, Заводская,  8
Глава администрации
- Анисимов Александр  Александрович